# Dr. Carl Haeberlin Friesen-Museum
Dr. Carl Haeberlin Friesen-Museum er et kulturhistorisk museum i Vyk på Før, der har til formål at dokumentere Nordfrislands og især øen Førs historie. På dansk omtales museet mest som Frisermuseet. Porten til museet dannes af to store blåhvalkæber. 
Museet blev oprettet i 1908 på initiativ af den lokalhistorisk interessede læge Carl Haeberlin, som institutionen senere blev opkaldt efter. Museet består af flere bygninger såsom øens ældste bevarede bygning fra 1617 (Hus Olesen). Frisergården stod indtil 1927 i Alkersum og blev senere genopført ved siden af museet. Museets hovedbygning er fra 1908 og blev bygget i overensstemmelse med øens traditionelle byggetradition som murstensbygning med stråtag. På udeområderne findes blandt andre en lille stubmølle fra halligen Langenæs, som blev overført til Før i 1953. I 2000 kom en stråtækt lade fra landsbyen Midlum til. Laden er fra 1700-tallet. 
Biblioteket på Frisermuseet omfatter omtrent 7.000 bind. Blandt bøgerne er også en del rariteter såsom Caspar Danckwerths landsbeskrivelser fra 1652.

## Eksterne links
- Museets hjemmeside Arkiveret 13. juni 2011 hos  Wayback Machine

54°41′14″N 8°33′43″Ø / 54.68722°N 8.56194°Ø